# Часовня черепов
Часовня черепов (пол. Kaplica Czaszek), официально церковь Святого Варфоломея (Kościół świętego Bartłomieja) — часовня-оссуарий в городе Кудова-Здруй, построенная в 1776 году на границе с графством Глац в качестве братской могилы. Единственный оссуарий в Польше и один из шести в Европе.

## История
Часовня была построена в 1776 году приходским священником чешского происхождения Вацлавом Томашеком в качестве места захоронения погибших в Тридцатилетней войне и трёх Силезских войнах, а также умерших от холеры, сифилиса и голода. Образцом стала римская церковь Санта-Мария-делла-Кончеционе, в крипте которой захоронены кости монахов-капуцинов. В течение восемнадцати лет (с 1776 по 1794) Томашек собирал и очищал кости, а затем помещал их в часовню. Строительству содействовал местный аристократ Леопольд фон Лесли. Вскоре после окончания строительства отец Вацлав Томашек умер.
В настоящее время раз в год (в ночь с 14 на 15 августа) в часовне служится месса о упокоении людей, захороненных в часовне, а также тех, кто умер из-за несчастных случаев или болезней.

## Архитектура и интерьер
В часовне находятся три тысячи черепов, а также кости 21 тысячи человек в фундаменте. Черепа Томашека и других основателей церкви (ризничего Шмидта и могильщика Лангера) в 1804 году были помещены на алтарь.
Внутри часовни также находятся распятие и два резных изображения ангелов, а перед входом — памятник с надписью на польском, чешском и немецком языках.